# Round Valley n.º 410
Round Valley n.º 410 es un municipio rural canadiense situado en la provincia de Saskatchewan.

## Superficie
Round Valley n.º 410 tiene una superficie de 795,72 km².

## Demografía
En 2021, tenía 384 habitantes, una densidad poblacional de 0,5 hab./km², y 159 viviendas.